# Коаста-Гріндулуй
Коаста-Гріндулуй (рум. Coasta Grindului) — село у повіті Муреш в Румунії. Входить до складу комуни Кецань.
Село розташоване на відстані 282 км на північний захід від Бухареста, 44 км на захід від Тиргу-Муреша, 42 км на південний схід від Клуж-Напоки.

## Населення
За даними перепису населення 2002 року у селі проживали 15 осіб.
Національний склад населення села:
| Національність | Кількість осіб | Відсоток |
| -------------- | -------------- | -------- |
| румуни         | 10             | 66,7%    |
| угорці         | 5              | 33,3%    |

Рідною мовою назвали:
| Мова      | Кількість осіб | Відсоток |
| --------- | -------------- | -------- |
| румунська | 10             | 66,7%    |
| угорська  | 5              | 33,3%    |